# Yuttakarn Prab Nang Marn
Yuttakarn Prab Nang Marn (em tailandês:  ยุทธการปราบนางมาร) é uma telenovela tailandesa exibida pela GMM 25 de 14 de novembro de 2018 a 10 de janeiro de 2019, estrelada por Pimchanok Luevisadpaibul e Sattaphong Phiangphor.

## Elenco
- Pimchanok Luevisadpaibul como Rumpaphat Krittayapongsakorn (Rumpa)
- Sattaphong Phiangphor como Yuttakarn (Yuti)
- Laphasrada Chuaykua como Paweeda (Da/Mae Pada)
- Pete Thongchua como Ronnachai Krittayaphongsakorn (Chai/Por Rumpaphat)
- Prachakorn Piyasakulkaew como Simon
- Nara Thepnupha como Paphada (Da)
- Ramavadi Nakchattri como Orathai (On)
- David Asavanond como Frank (Friend Ronnachai)
- Nathapatsorn Simasthien como Ailada (Ai)
- Kittiphong Tantichinanon como Pen Nung (Nung)
- Ornarnich Peerachakajornpat como Samsib (Sam)
- Rusameekae Fagerlund como Chucheep
- Siraphop Somphon como Tong

## Transmissão internacional
- Nas Filipinas, a série exibida pela GMA Network de 18 de dezembro de 2019 a 23 de janeiro de 2020 sob o título Wicked Angel.